# Škoda Citigo-e iV
Škoda Citigo-e iV egy akkumulátoros elektromos kisautótípus, melyet 2019-től 2020-ig gyártottak.

## A modell története és leírása
A Citigo-e iV a Škoda történetének első sorozatgyártású elektromos autója. A premierre 2019 májusában került sor, kevesebb mint 8 évvel a belső égésű motoros változat premierje után. Az elektromos modell nemcsak a nevében, hanem apró stilisztikai akcentusaiban is különbözik a belső égésű motoros Citigo-tól. A hűtőrácsot a formáját utánzó műanyag maszk váltotta fel, hátul pedig – a Škoda jelenlegi stílusnyelvének megfelelően – a márka logóját egy nagy „ŠKODA” felirat váltotta fel, egymástól távol elhelyezkedő betűkkel.

### Eladás
A Škoda Citigo-e iV értékesítése 2019 novemberében kezdődött.
Akárcsak Volkswagen e-up! és a SEAT Mii Electric, az elektromos Citigo-e IV felváltotta a belsőégésű változatot a Škoda kínálatában, és ez lett az egyetlen kismáretű modell a kínálatban.

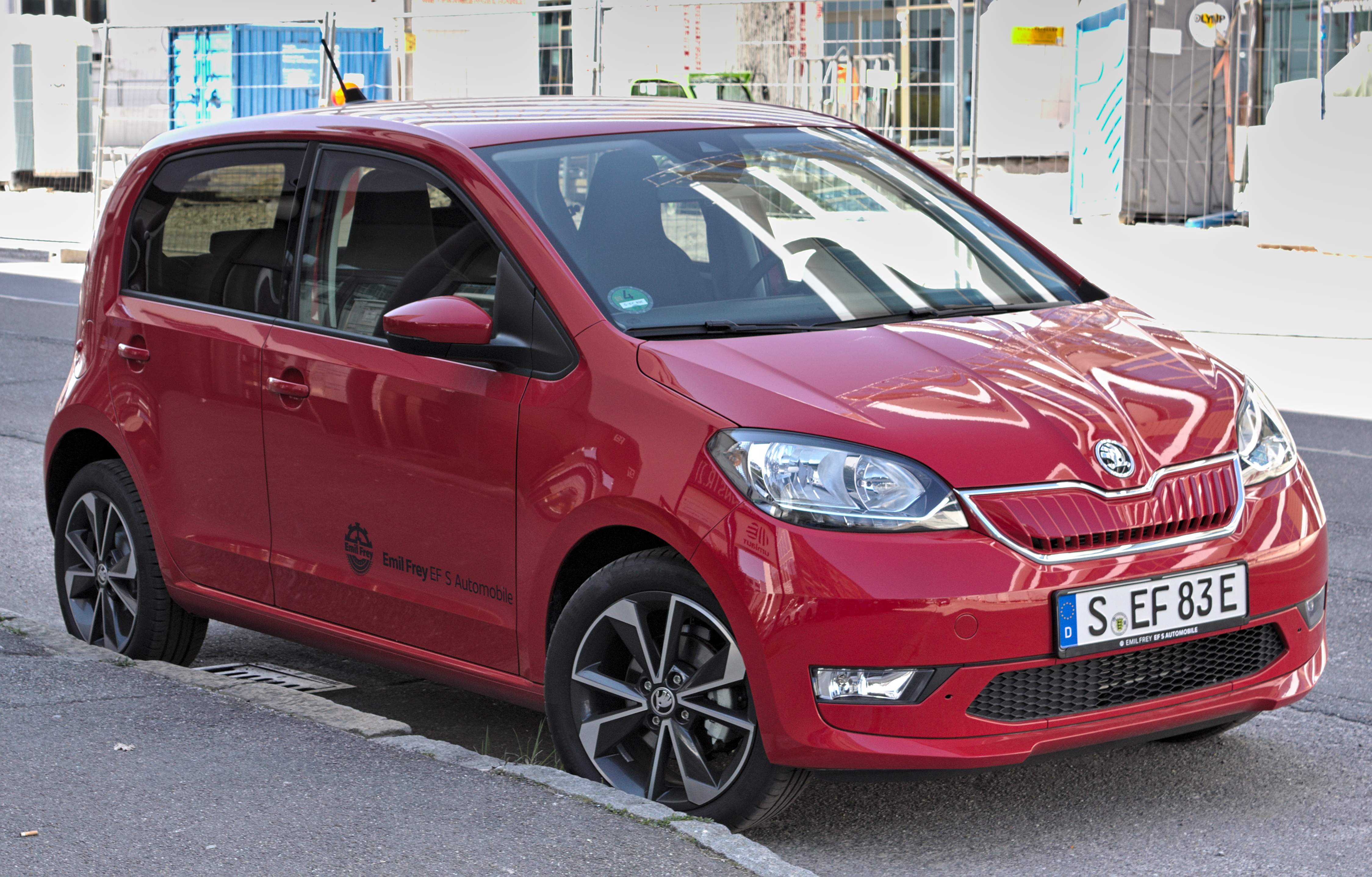
Elölnézetből
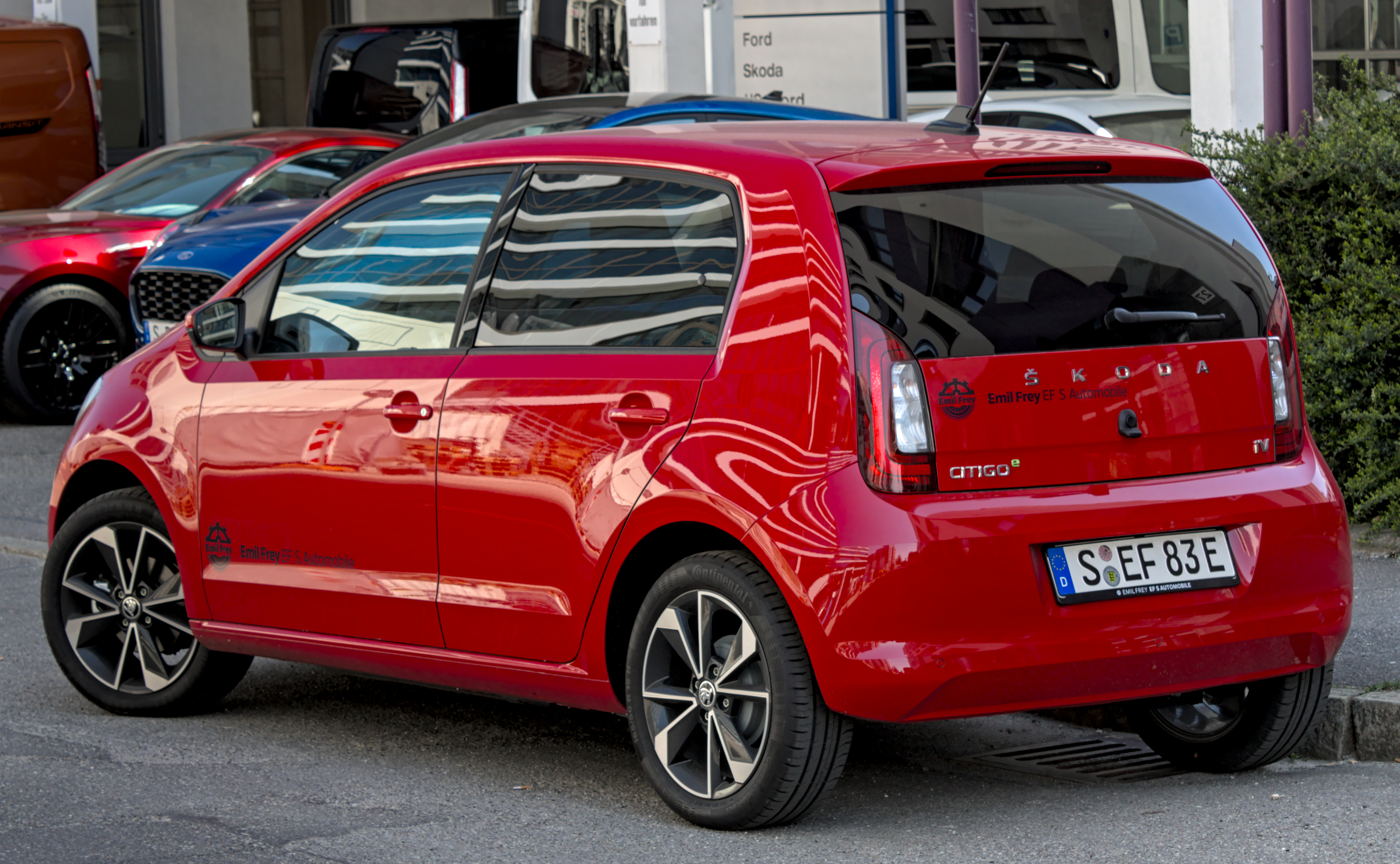
Hátulnézetből
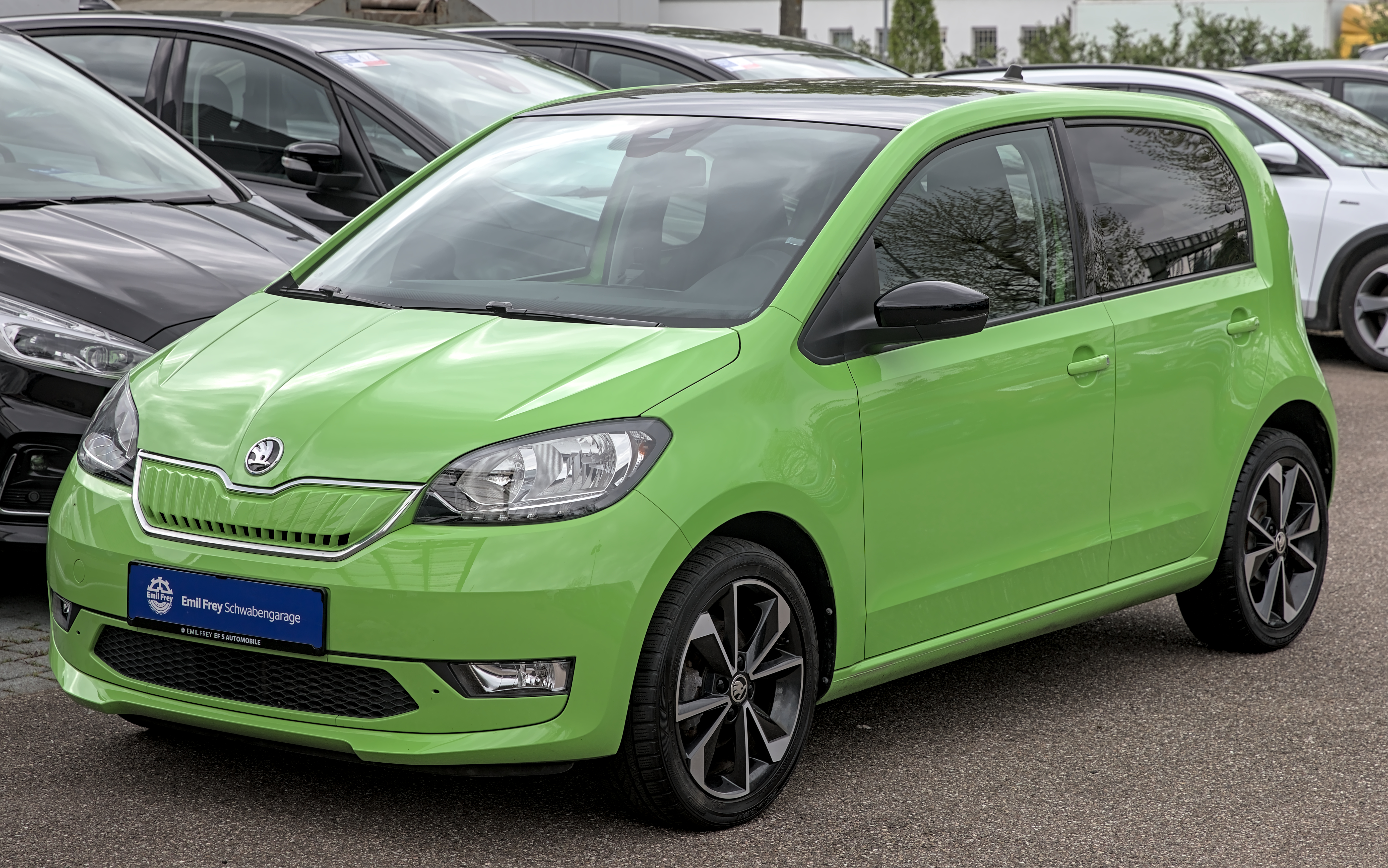
Elölnézetből
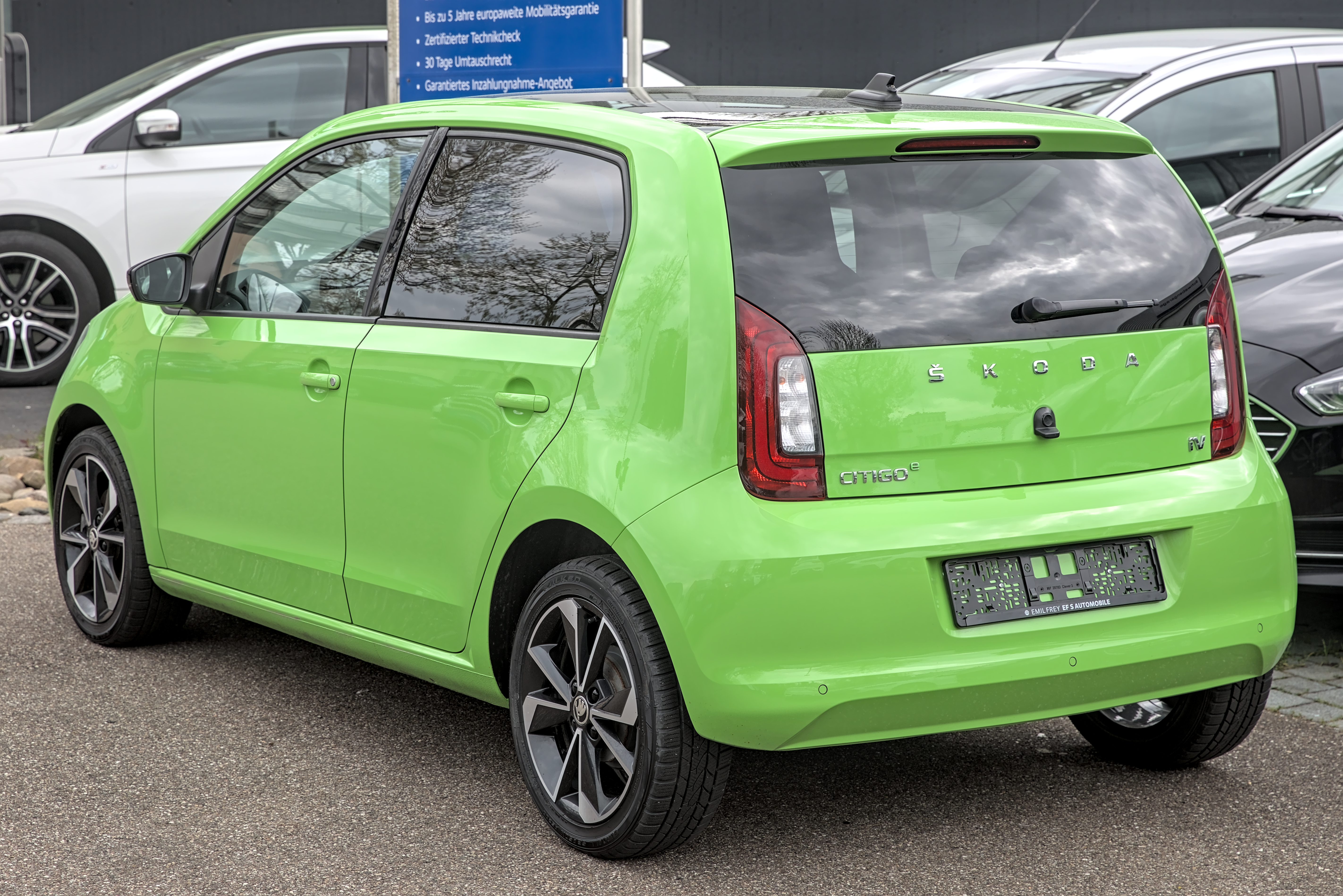
Hátulnézetből
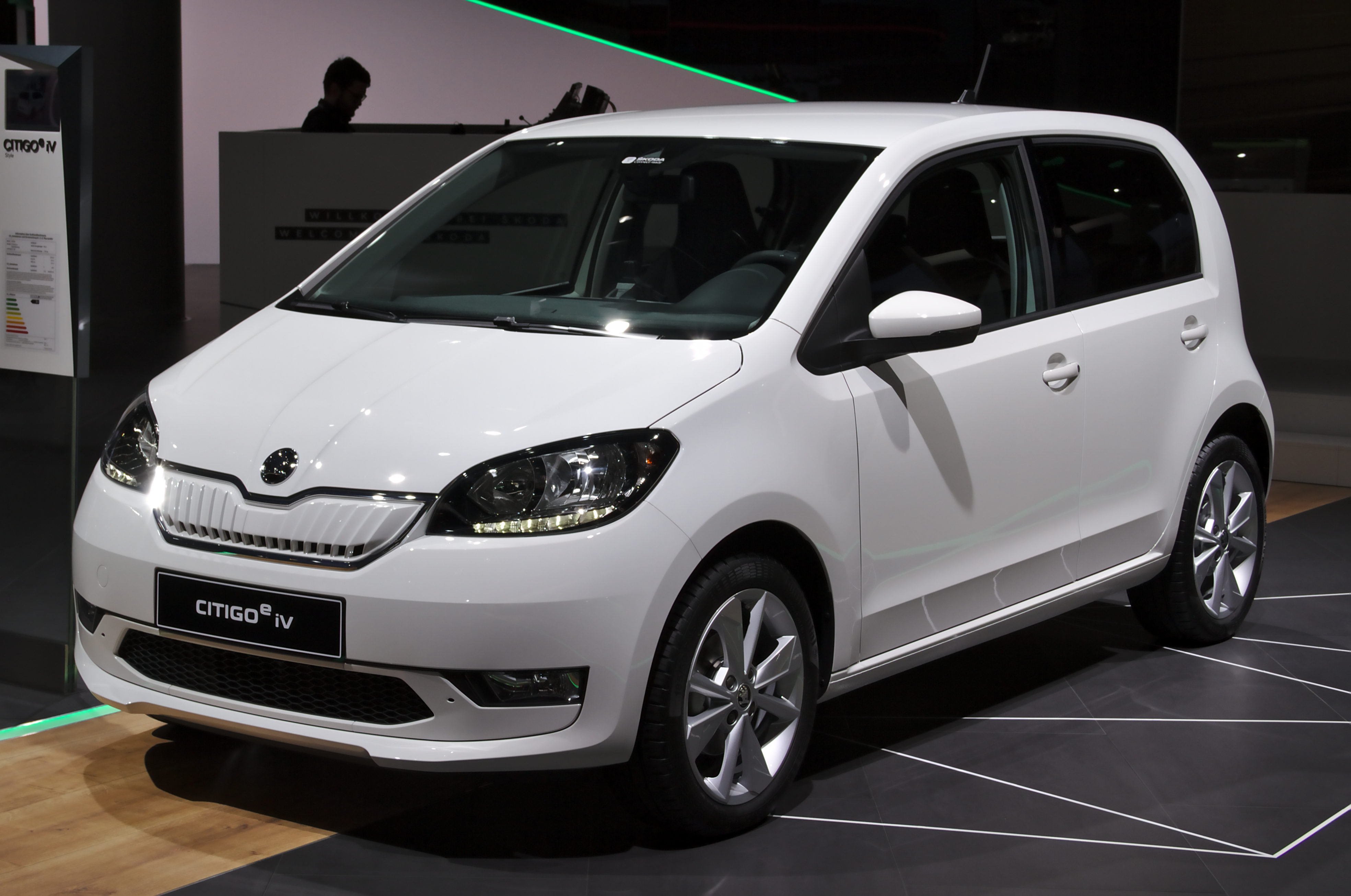
Elölnézetből
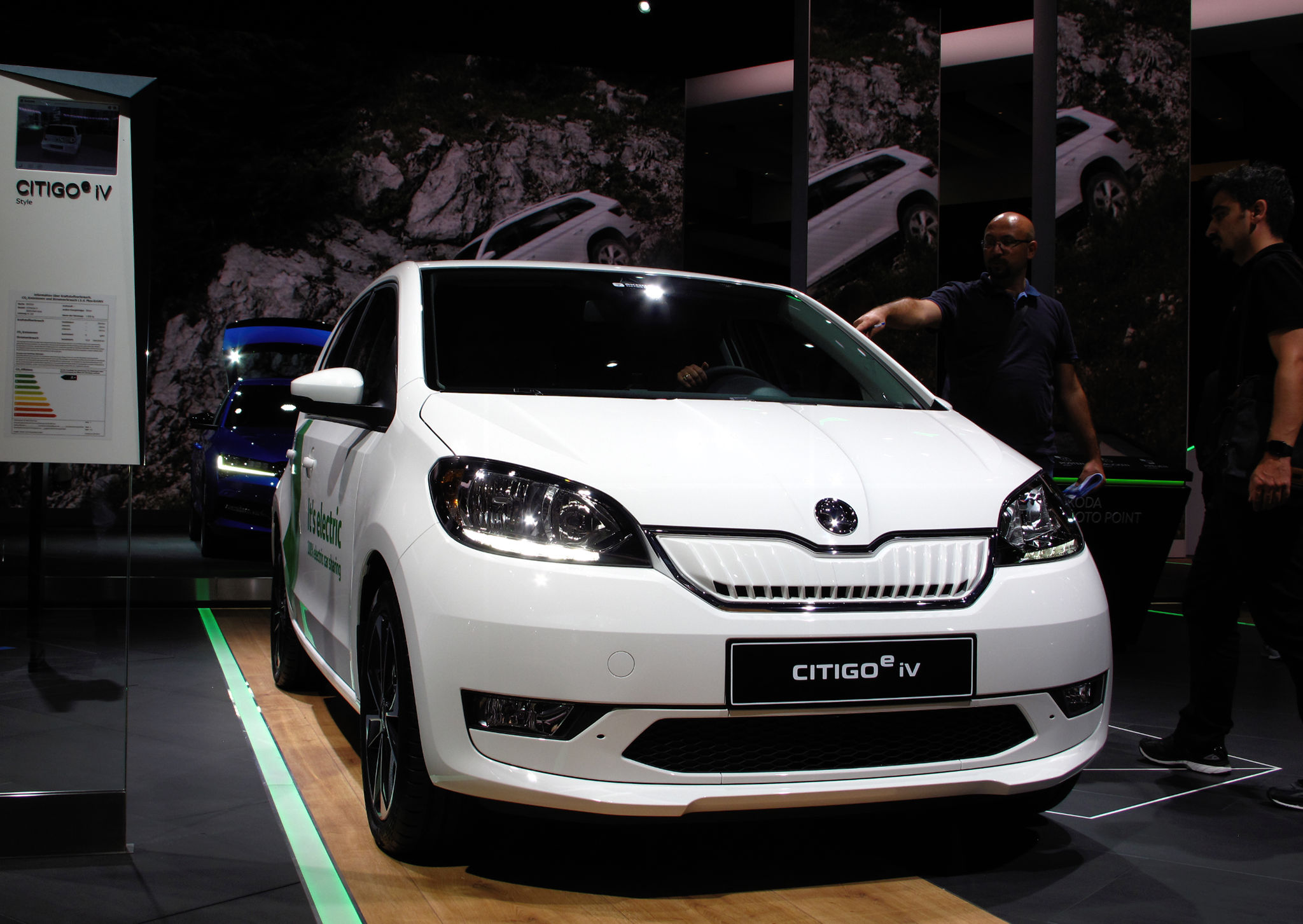
Elölnézetből
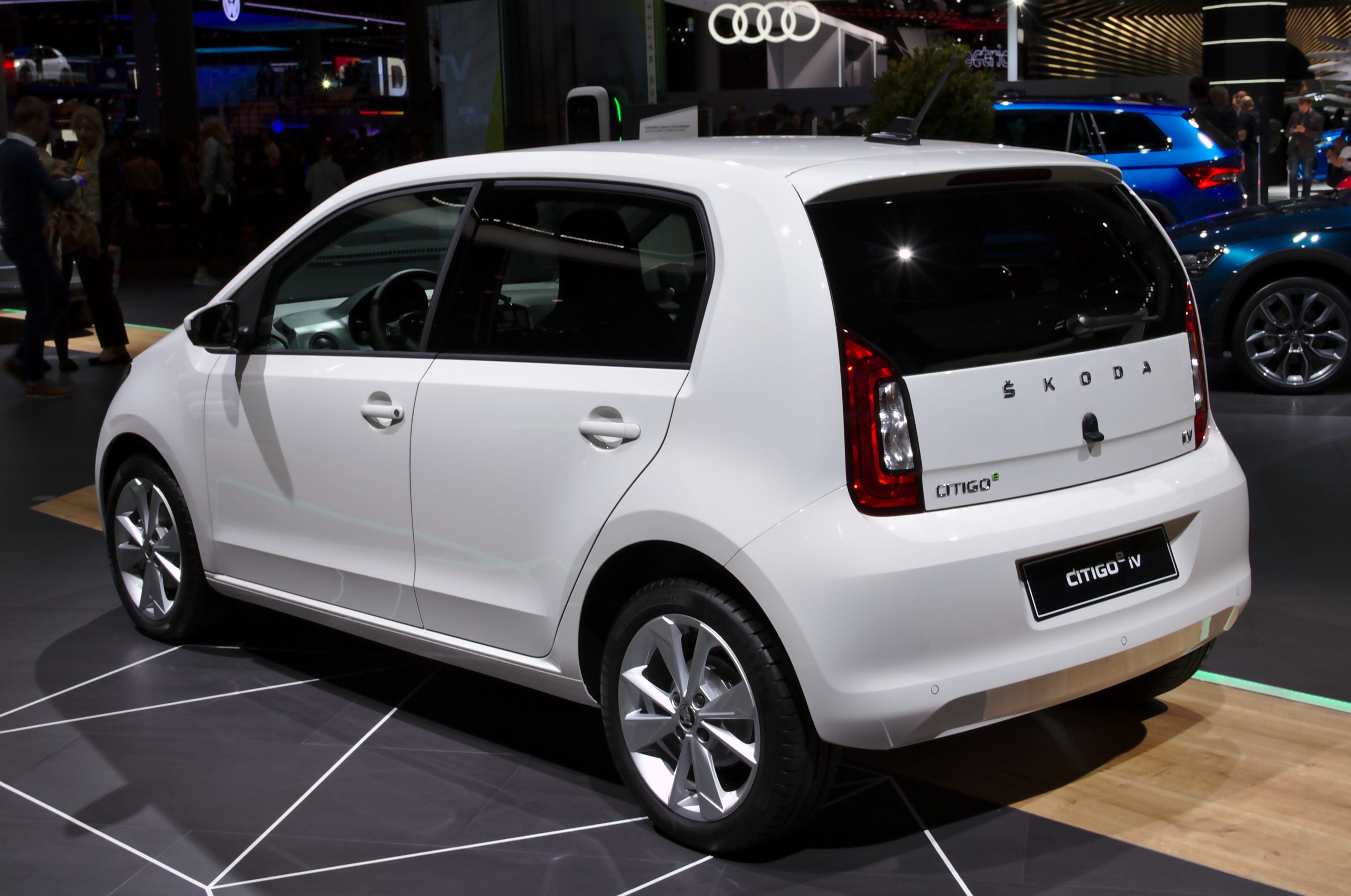
Hátulnézetből
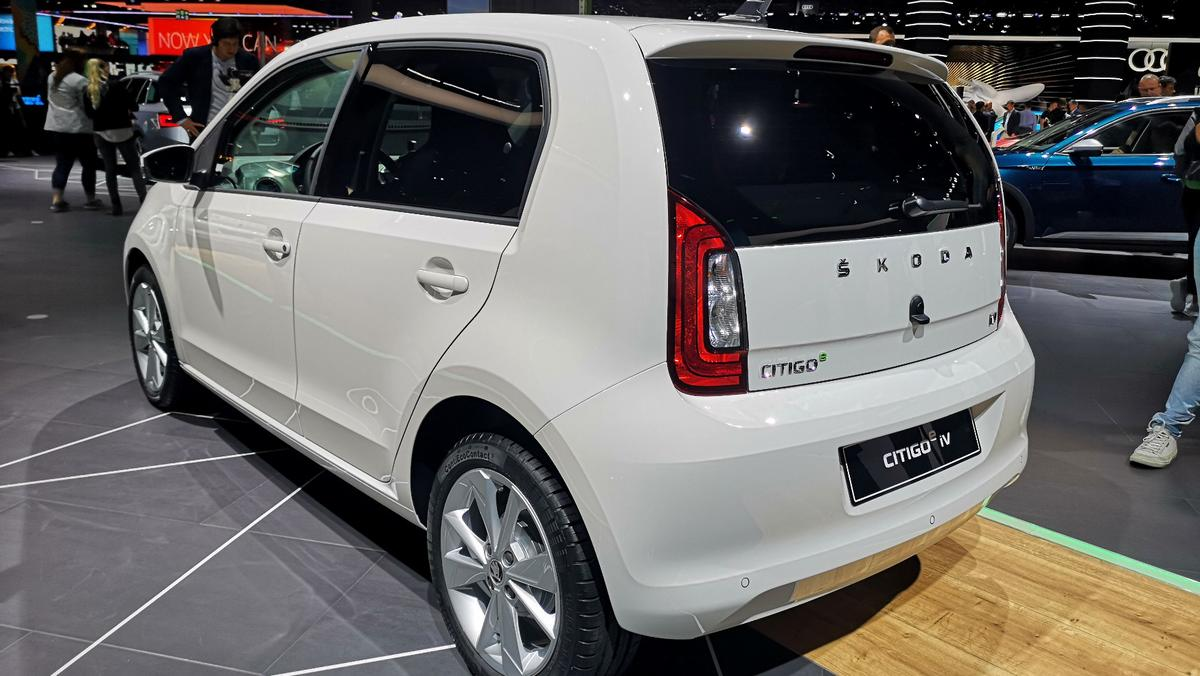
Hátulnézetből

### A gyártás vége
2020 szeptemberében, kevesebb mint egy évvel az elektromos Citigo-e iV piaci debütálása után a gyártó bejelentette a jármű gyártásának befejezését, mivel a teljes tervezett darabszám elfogyott. Így a Citigo modellcsalád utód nélkül teljesen kikerült a Škoda kínálatából.

### Műszaki adatok
Technikailag a Citigo-e iV egy teljesen elektromos autó. A hajtásrendszer a Volkswagen és a SEAT ikermodelljéhez hasonlóan egy 36,8 kWh kapacitású akkumulátorból és az első tengelyt hajtó villanymotorból áll, 83 LE teljesítménnyel és 212 Nm maximális nyomatékkal. A maximális hatótáv a gyártó nyilatkozata szerint kb. 260 kilométer, legnagyobb sebessége pedig 130 km/óra. Az elektromos rendszer nem befolyásolta a szállítási képességeket és a belső teret – ugyanazok maradtak, mint a belső égésű Citigo esetében.

## Fordítás
Ez a szócikk részben vagy egészben  a(z)   Škoda Citigo-e iV című lengyel Wikipédia-szócikk ezen változatának fordításán alapul.  Az eredeti cikk szerkesztőit annak laptörténete sorolja fel. Ez a jelzés csupán a megfogalmazás eredetét és a szerzői jogokat jelzi, nem szolgál a cikkben szereplő információk forrásmegjelöléseként.